# 葭見坂
葭見坂（よしみざか）とは東京都港区高輪一丁目に存在する坂道である。「吉見坂」とも表記される。

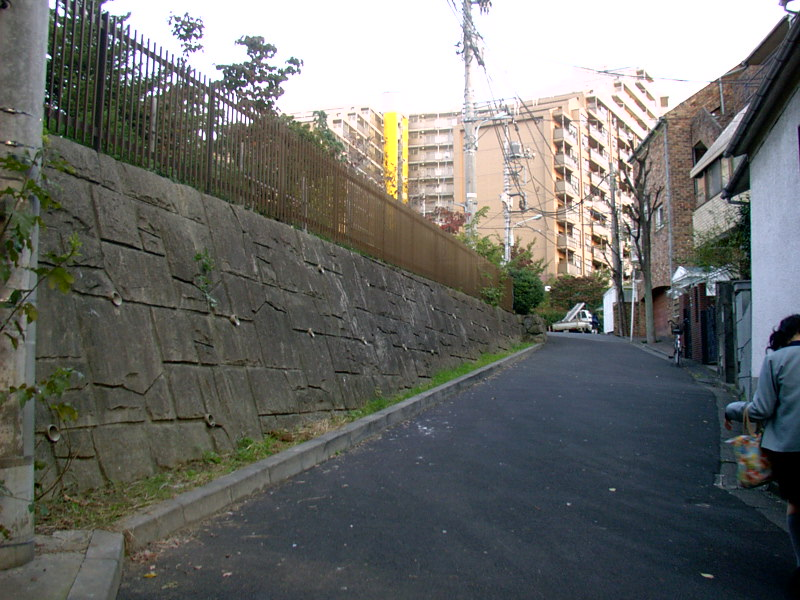
坂下より

## 名称のいわれ
かつて、辺り一面に葭が生え茂っていたことからこの名が付けられた。
『東京府志料』に「葭見坂　町の西辺を北へ下る、白金村の畑地昔は葭原なりしを坂より見下せしよりかく名付くと云伝ふ」などと記されている。